# Rincon (Geòrgia)
Rincon és una població dels Estats Units a l'estat de Geòrgia. Segons el cens del 2000 tenia 4.376 habitants.

## Demografia
Segons el cens del 2000, Rincon tenia 4.376 habitants, 1.681 habitatges, i 1.222 famílies. La densitat de població era de 251,8 habitants/km².
Dels 1.681 habitatges en un 39,5% hi vivien nens de menys de 18 anys, en un 52,9% hi vivien parelles casades, en un 15,5% dones solteres, i en un 27,3% no eren unitats familiars. En el 23,4% dels habitatges hi vivien persones soles el 8,3% de les quals corresponia a persones de 65 anys o més que vivien soles. El nombre mitjà de persones vivint en cada habitatge era de 2,6 i el nombre mitjà de persones que vivien en cada família era de 3,06.
Per edats la població es repartia de la següent manera: un 29,5% tenia menys de 18 anys, un 9,3% entre 18 i 24, un 32,6% entre 25 i 44, un 19,6% de 45 a 60 i un 9% 65 anys o més.
L'edat mediana era de 31 anys. Per cada 100 dones de 18 o més anys hi havia 87,2 homes.
La renda mediana per habitatge era de 40.903 $ i la renda mediana per família de 46.607 $. Els homes tenien una renda mediana de 42.443 $ mentre que les dones 25.449 $. La renda per capita de la població era de 22.023 $. Entorn del 8% de les famílies i el 9,4% de la població estaven per davall del llindar de pobresa.

## Poblacions més properes
El següent diagrama mostra les poblacions més properes.